# Voievodivka, Verhnodniprovsk
Voievodivka (în ucraineană Воєводівка) este un sat în așezarea urbană Novomîkolaiivka din raionul Verhnodniprovsk, regiunea Dnipropetrovsk, Ucraina.

## Demografie
Componența lingvistică a localității Voievodivka
     Ucraineană (83,16%)
     Rusă (16,84%)
Conform recensământului din 2001, majoritatea populației localității Voievodivka era vorbitoare de ucraineană (83,16%), existând în minoritate și vorbitori de rusă (16,84%).